# 大䳍
大䳍（学名：Tinamus major），是䳍形目䳍科的一种鸟类。

## 特征
大䳍体重约1026.21克，翼长约241毫米，嘴峰长约38.5毫米，喙宽度约5.2毫米，喙厚度约5.9毫米，跗蹠长约64.4毫米，尾长约83.2毫米。大䳍在其分布区内为留鸟，其栖息在密集的高大的树木组成的森林中。食性为草食性。

## 亚种
- ：分布于墨西哥东南部至危地马拉和尼加拉瓜北部的低地。
- ：分布于墨西哥东南部（尤卡坦半岛）至危地马拉（佩滕）和伯利兹。
- ：分布于尼加拉瓜北部到哥斯达黎加和巴拿马西部。
- ：分布于哥斯达黎加西南部和巴拿马西部。
- ：分布于巴拿马中南部。
- ：分布于巴拿马东部和哥伦比亚西北部的太平洋坡地。
- ：分布于哥伦比亚西南部和厄瓜多尔西部。
- ：分布于哥伦比亚东北部和委内瑞拉西部的热带地区。
- ：分布于安第斯山脉以东的哥伦比亚东南部至玻利维亚和巴西极西地区。
- ：分布于委内瑞拉极南部和邻近的巴西西北部。
- ：分布于委内瑞拉东部到圭亚那和巴西东北部。
- ：分布于巴西亚马逊地区。[4]